# Belek
Pour les articles homonymes, voir Bełek.
Belek est un quartier (mahalle) du district de Serik dans la province d'Antalya. La population varie entre 750 et 10 000 habitants en fonction de la saison. Elle comprend plus de 34 hôtels quatre ou cinq-étoiles. Elle est réputée pour ses sources, ses thermes et ses boutiques qui attirent beaucoup de touristes.